# 矢の先町
矢の先町（やのさきちょう）とは、宮崎県宮崎市内の地名。大宮地域自治区に属している。郵便番号は880-0034。

## 地理
宮崎市の中心北部、大宮地域自治区の西側に位置するに属する。主に住宅街となっている。
北を下北方町、南を神宮西2丁目・霧島5丁目、西を祇園4丁目と接する。

## 歴史
- 1973年 - 下北方町・祇園町・神宮町・神宮西町・霧島町をもって矢の先町が成立。

## 世帯数と人口
2023年（令和5年）9月1日現在の世帯数と人口は以下の通りである。
| 町丁     | 世帯数  | 人口  |
| -------- | ------- | ----- |
| 矢の先町 | 262世帯 | 467人 |

## 小・中学校の学区
市立小・中学校に通う場合、学区は以下の通りとなる。
| 町名     | 小学校             | 中学校             |
| -------- | ------------------ | ------------------ |
| 矢の先町 | 宮崎市立大宮小学校 | 宮崎市立大宮中学校 |

## 交通

### バス
宮交グループの運営するバスが営業している。

### 道路
- 宮崎県道44号宮崎高鍋線
- 宮崎県道333号下北方古墳線（宮崎内環状線）